# Liste des conseillers généraux du Gard (2008-2015)
Cet article présente une liste des conseillers généraux du Gard pour la mandature 2008-2015. Le plus grand nombre de sièges est occupé par des élus du Parti socialiste, dont est issu Jean Denat, le président du conseil général.

## Composition du conseil général

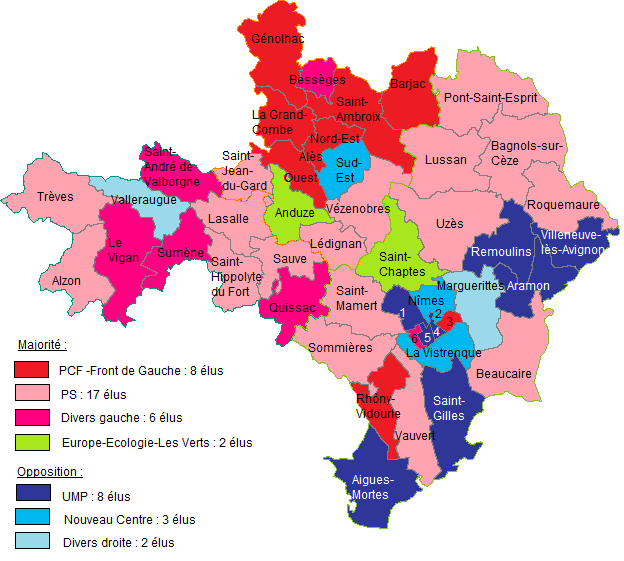
Étiquettes politiques des conseillers généraux du Gard à la suite des cantonales de 2011

Pour un article plus général, voir Conseil général du Gard.
| Parti                                | Sigle | Élus |
| ------------------------------------ | ----- | ---- |
| Majorité                             |       |      |
| Europe Écologie Les Verts            | EELV  | 3    |
| Parti communiste                     | PC    | 8    |
| Parti socialiste                     | PS    | 16   |
| Divers gauche                        | DVG   | 6    |
| Opposition                           |       |      |
| Divers droite                        | DVD   | 2    |
| Union des démocrates et indépendants | UDI   | 3    |
| Union pour un mouvement populaire    | UMP   | 8    |
| Président du Conseil général         |       |      |
| Jean Denat (PS)                      |       |      |

## Liste
| Canton                             | Circ. | Conseiller général                  | Etiquette | Série | Autre mandat                                               | Suppléant(e)             |
| ---------------------------------- | ----- | ----------------------------------- | --------- | ----- | ---------------------------------------------------------- | ------------------------ |
| Arrondissement d'Alès              |       |                                     |           |       |                                                            |                          |
| canton d'Alès-Nord-Est             | 4     | Jacky Valy                          | PCF       | 2011  |                                                            | Lucile Pialat            |
| canton d'Alès-Ouest                | 5     | Jean-Michel Suau                    | PCF       | 2011  | Conseiller municipal d'Alès                                | ?                        |
| canton d'Alès-Sud-Est              | 4     | Gérard Roux                         | UDI       | 2008  | Maire de Saint-Hilaire-de-Brethmas                         | ?                        |
| canton d'Anduze                    | 5     | Geneviève Blanc                     | EELV      | 2008  | Conseillère municipale de Massillargues-Attuech            | Christian Vigne          |
| canton de Barjac                   | 4     | Édouard Chaulet                     | PCF       | 2011  | Maire de Barjac                                            | Sylviane Chante-Bois     |
| canton de Bessèges                 | 5     | Bernard Portalès                    | DVG       | 2011  | Maire de Bessèges                                          | Sylvette Adam            |
| canton de Génolhac                 | 5     | Guy Laganier                        | PCF       | 2008  |                                                            | Annick Valibouse         |
| canton de La Grand-Combe           | 5     | Patrick Malavieille                 | PCF       | 2008  | Maire de La Grand-Combe                                    | Fabienne Adjouadi        |
| canton de Lédignan                 | 5     | Françoise Laurent-Perrigot          | PS        | 2011  |                                                            | ?                        |
| canton de Saint-Ambroix            | 4     | Jean-Claude Paris                   | PCF       | 2008  | Maire des Mages                                            | Françoise Maximin        |
| canton de Saint-Jean-du-Gard       | 5     | Lucien Affortit                     | PS        | 2011  | Adjoint au maire de Saint-Jean-du-Gard                     | Yvette Pons              |
| canton de Vézénobres               | 4     | Gérard Garossino                    | PS        | 2011  | Conseiller municipal de Vézénobres                         | ?                        |
| Arrondissement de Nîmes            |       |                                     |           |       |                                                            |                          |
| canton d'Aigues-Mortes             | 2     | Léopold Rosso                       | UMP       | 2011  | Conseiller municipal du Grau-du-Roi                        | Marielle Népoty          |
| canton d'Aramon                    | 3     | Gérard Blanc                        | UMP       | 2008  | Maire de Meynes                                            | ?                        |
| canton de Bagnols-sur-Cèze         | 3     | Alexandre Pissas                    | PS        | 2008  | Maire de Tresques                                          | Ghislaine Pagès          |
| canton de Beaucaire                | 1     | Juan Martinez                       | PS        | 2008  | Maire de Bellegarde                                        | ?                        |
| canton de Lussan                   | 4     | Yvan Verdier                        | PS        | 2008  |                                                            | ?                        |
| canton de Marguerittes             | 6     | William Portal                      | DVD       | 2008  | Maire de Marguerittes                                      | ?                        |
| canton de Nîmes-1                  | 1     | Chantal Barbusse                    | UMP       | 2008  | Adjointe au maire de Nîmes                                 | ?                        |
| canton de Nîmes-2                  | 6     | Thierry Procida                     | UDI       | 2008  | Adjoint au maire de Nîmes                                  | ?                        |
| canton de Nîmes-3                  | 1     | Christian Bastid                    | PCF       | 2011  | Conseiller municipal de Nîmes                              | Fatima Mansouri          |
| canton de Nîmes-4                  | 6     | Laurent Burgoa                      | UMP       | 2011  | Adjoint au maire de Nîmes                                  | ?                        |
| canton de Nîmes-5                  | 6     | Franck Proust Catherine Jehanno     | UMP       | 2011  | Adjointe au maire de Nîmes                                 | Catherine Jehanno vacant |
| canton de Nîmes-6                  | 1     | Bernard Auzon-Cape                  | DVG       | 2008  |                                                            | Alicia Garcia            |
| canton de Pont-Saint-Esprit        | 4     | Christophe Serre                    | PS        | 2011  | Maire de Saint-Paulet-de-Caisson                           | Claire Lapeyronie        |
| canton de Remoulins                | 3     | Jacques Sauzet                      | UMP       | 2008  |                                                            | ?                        |
| canton de Rhôny-Vidourle           | 2     | Patrick Bonton                      | PCF       | 2008  |                                                            | Florence Henniaux        |
| canton de Roquemaure               | 3     | Patrice Prat Nathalie Nury          | DVG       | 2011  | Adjointe au maire de Roquemaure                            | Nathalie Nury vacant     |
| canton de Saint-Chaptes            | 4     | Christophe Cavard Bérengère Noguier | EELV      | 2011  |                                                            | Bérengère Noguier vacant |
| canton de Saint-Gilles             | 2     | Olivier Lapierre                    | UMP       | 2008  |                                                            | ?                        |
| canton de Saint-Mamert-du-Gard     | 5     | William Dumas                       | PS        | 2011  | Député du Gard                                             | ?                        |
| canton de Sommières                | 2     | Christian Valette                   | PS        | 2011  | Conseiller municipal de Congénies                          | ?                        |
| canton d'Uzès                      | 6     | Denis Bouad                         | PS        | 2011  | Maire de Blauzac                                           | ?                        |
| canton de Vauvert                  | 2     | Jean Denat                          | PS        | 2011  | Maire de Vauvert                                           | Marie-Laurence Vaxelaire |
| canton de Villeneuve-lès-Avignon   | 3     | Patrick Vacaris                     | UMP       | 2008  | Adjoint au maire de Rochefort-du-Gard                      | ?                        |
| canton de La Vistrenque            | 1     | Jean Yannicopoulos Joëlle Murré     | UDI       | 2008  |                                                            | Joëlle Murré vacant      |
| Arrondissement du Vigan            |       |                                     |           |       |                                                            |                          |
| canton d'Alzon                     | 5     | Laurent Pons                        | PS        | 2011  | Maire de Vissec                                            | ?                        |
| canton de Lasalle                  | 5     | Rémy Menviel                        | PS        | 2008  | Maire de Colognac                                          | ?                        |
| canton de Quissac                  | 5     | Lionel Jean                         | DVG       | 2008  | Maire de Corconne                                          | ?                        |
| canton de Saint-André-de-Valborgne | 5     | Francis Maurin                      | DVG       | 2011  | Maire des Plantiers                                        | ?                        |
| canton de Saint-Hippolyte-du-Fort  | 5     | Damien Alary                        | PS        | 2008  | Président du Conseil général Président du Conseil régional | ?                        |
| canton de Sauve                    | 5     | Olivier Gaillard                    | PS        | 2008  | Adjoint au maire de Sauve                                  | ?                        |
| canton de Sumène                   | 5     | William Toulouse                    | DVG       | 2011  | Conseiller municipal de Sumène                             | ?                        |
| canton de Trèves                   | 5     | Martin Delord                       | PS        | 2011  | Maire de Lanuéjols                                         | ?                        |
| canton de Valleraugue              | 5     | Thomas Vidal                        | DVD       | 2008  | Maire de Valleraugue                                       | Brigitte Vidal           |
| canton du Vigan                    | 5     | Éric Doulcier                       | EELV      | 2011  | Maire du Vigan                                             | Anne-Laure Garrigues     |